# Ligne Jōshin
La ligne Jōshin (上信線, Jōshin-sen) est une ligne ferroviaire exploitée par la compagnie Jōshin Electric Railway, située dans la préfecture de Gunma au Japon. Elle relie la gare de Takasaki à Takasaki à la gare de Shimonita à Shimonita.

## Histoire
La ligne est ouverte le 10 mai 1897 entre Takasaki et Fukushima (aujourd'hui Jōshū-Fukushima). Elle est prolongée à Shimonita en septembre de la même année.

## Caractéristiques

### Ligne
- longueur : 33,7 km
- écartement des voies : 1 067 mm
- Nombre de voies : Voie unique
- électrification : 1 500 V CC
- vitesse maximale : 85 km/h

### Services
La ligne est parcourue par des trains omnibus.

### Liste des gares
| Gare                      | Nom japonais   | Distance depuis Takasaki (km) | Correspondances                                                                                       | Localisation |
| ------------------------- | -------------- | ----------------------------- | --- | ------------ |
| Takasaki                  | 高崎           | 0                             | JR East Shinkansen : Hokuriku, Jōetsu JR East : Agatsuma, Hachikō, Jōetsu, Ryōmō, Shin'etsu, Takasaki | Takasaki     |
| Minami-Takasaki           | 南高崎         | 0,9                           | | Takasaki     |
| Sanonowatashi             | 佐野のわたし   | 2,2                           | | Takasaki     |
| Negoya                    | 根小屋         | 3,7                           | | Takasaki     |
| Takasaki-Shōka-Daigakumae | 高崎商科大学前 | 5,0                           | | Takasaki     |
| Yamana                    | 山名           | 6,1                           | | Takasaki     |
| Nishi-Yamana              | 西山名         | 7,0                           | | Takasaki     |
| Maniwa                    | 馬庭           | 9,4                           | | Takasaki     |
| Yoshii                    | 吉井           | 11,7                          | | Takasaki     |
| Nishi-Yoshii              | 西吉井         | 13,4                          | | Takasaki     |
| Jōshū-Niiya               | 上州新屋       | 14,6                          | | Kanra        |
| Jōshū-Fukushima           | 上州福島       | 16,6                          | | Kanra        |
| Higashi-Tomioka           | 東富岡         | 19,3                          | | Tomioka      |
| Jōshū-Tomioka             | 上州富岡       | 20,2                          | | Tomioka      |
| Nishi-Tomioka             | 西富岡         | 21,0                          | | Tomioka      |
| Jōshū-Nanokaichi          | 上州七日市     | 21,8                          | | Tomioka      |
| Jōshū-Ichinomiya          | 上州一ノ宮     | 23,1                          | | Tomioka      |
| Kanohara                  | 神農原         | 25,4                          | | Tomioka      |
| Nanjai                    | 南蛇井         | 28,2                          | | Tomioka      |
| Sendaira                  | 千平           | 29,9                          | | Tomioka      |
| Shimonita                 | 下仁田         | 33,7                          | | Shimonita    |